# Llefià (metropolitana di Barcellona)
Llefià è una stazione della linea 10 della metropolitana di Barcellona che serve il quartiere di Llefià nel comune di Badalona. La stazione si trova al lato del mercato di Llefià ed è dotata di tre accessi stradali. L'accesso alle banchine è possibile solo tramite scale mobili e ascensori ad alta capacità adatti anche al trasporto di persone a mobilità ridotta.
Inizialmente l'apertura della stazione era prevista per il 2004 poi posticipata al 2008 ma a causa dei ritardi nella realizzazione della linea l'apertura avvenne effettivamente il 18 aprile 2010, in concomitanza con l'ingresso in servizio del tratto di L10 compreso tra le stazioni di Gorg e Bon Pastor.

## Accessi
- Ronda de Sant Antoni de Llefià (due)
- Avinguda d'America

## Galleria d'immagini

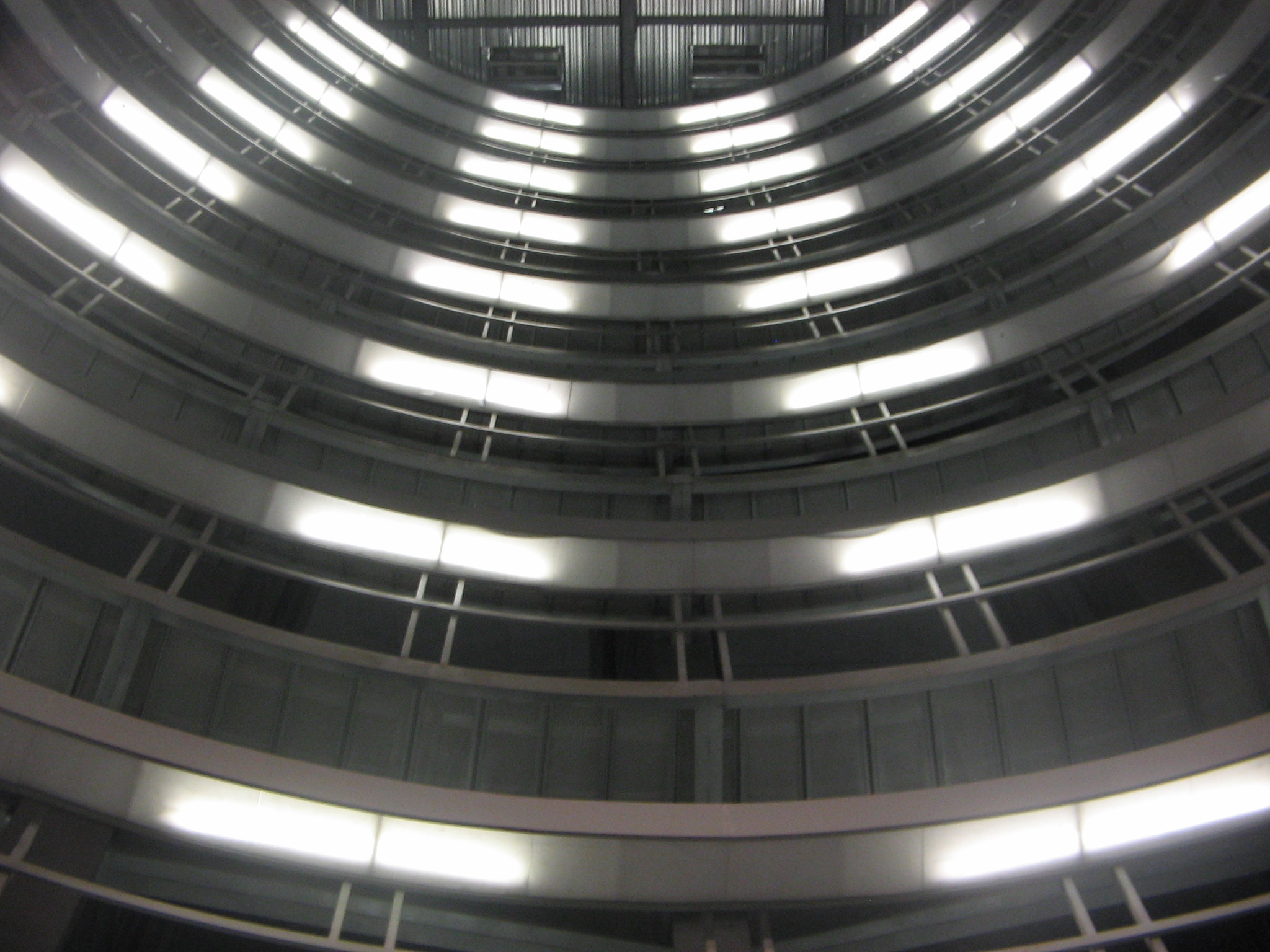
Pozzo che ospita gli ascensori ad alta capacità
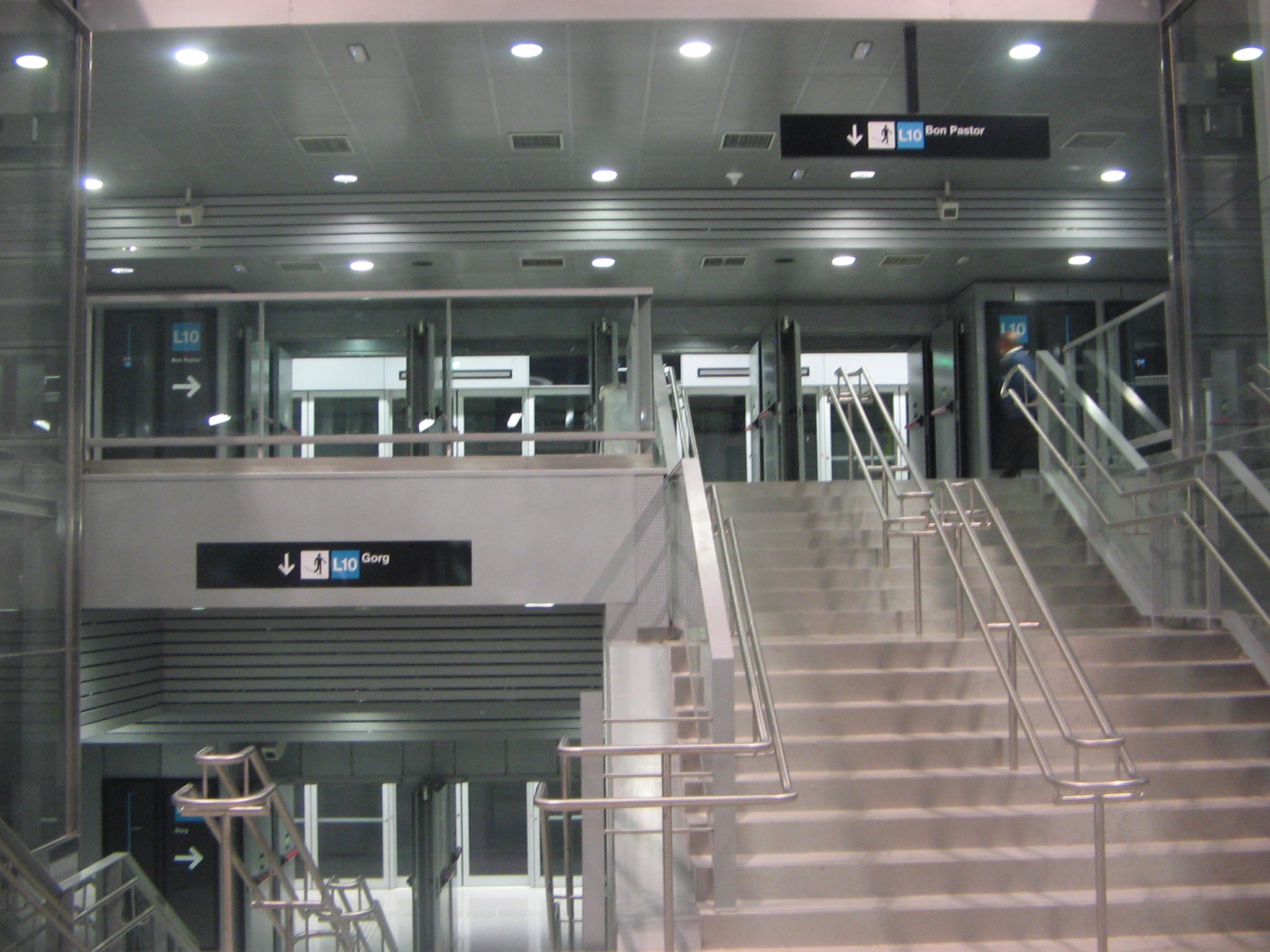
Accesso alle banchine